# 木野山ゆう
木野山 ゆう（きのやま ゆう、1994年3月27日 - ）は、日本のモデル、女優。愛媛県出身。所属事務所はNUMBER EIGHT。血液型はO型。身長は168センチメートル。

## 来歴
愛媛県今治市で育つ。高校時代にはハンドボール部に所属。卒業後にはスポーツトレーナーを目指し、広島県にある三幸学園広島リゾート＆スポーツ専門学校に進学。卒業後、モデル活動をするために上京。
女優としていくつかの舞台や映画に出演したのち、CMやMVを中心にモデル活動を行う。明治の満足丼「きみに満足」のMVにヒロイン役で出演した。
2021年5月1日、モデルエージェンシーのREAL MANAGEMENTとの契約満了をもって、モデル事務所のNUMBER EIGHTへ移籍した。

## 人物
古着が好きで、Instagramで度々お洒落なコーディネートを披露している。カメラも好きで、フィルムカメラを持ち歩いている。
特技はスポーツ全般。

## 出演

### CM
- 明治 満足丼「きみに満足」篇
- SUZUKI「新型ハスラー JOY & POP 登場篇」
- ドミノ・ピザ「ウルトラチーズ」
- KIREIMO「ファッション篇 part2」
- STORYWRITER
- 「出前館」
- 「GREFASROYAL」
- 日本コカ・コーラ「＆Drip」
- Hotels.com「ブレジャー（無料でアフター延泊篇）」
- 三井不動産
- パーソルホールディングス
- AJINOMOTO「一汁食」TRY!一汁食 一人暮らし 小松菜と餃子のスープ篇
- 明光トレーディング「100年人生を共に歩む」篇
- 楽天「楽天モバイル」
- バンダイナムコアミューズメント「なぞともカフェ」
- キヤノン スマホ専用プリンター「iNSPiC」
- トヨタ「サポトヨ」オペレーターサービス
- トヨタ「サポトヨ」マイカーSecurityeケア[要検証 – ノート]
- トヨタ「サポトヨ」LINEマイカーアカウント
- 花王「ロリエ 超吸収ガ―ド」

### 雑誌
- リクルート「ゼクシィ」2020年5月号
- 文友舎「JELLY」2019年11月号
- 光文社「bis」
- カエルム「Cyan」

### 広告
- 「Mizu」
- 「ホテルモントレ仙台」
- 「KANGOL」
- 日本コカ・コーラ「＆Drip」
- 「エスパル仙台」
- 日本コカ・コーラ「アクエリアス Move You. 夏の渇き」篇
- 花王「PAF-How-touse1-dayhairtint」
- 「memoco」
- 「LuLuLun」
- 「DropTokyo」

### テレビドラマ
- 婚活探偵 第4話（2022年1月29日、BSテレ東） - 早坂愛海 役

### 映画
- 9つの窓（2016年） - 「Dark Lake」真山麻里 役[4]

### イベント
- 総合格闘技大会 REAL 1（2014年） - リポーター

### MV
- 優里「かくれんぼ」
- 明治 満足丼「きみに満足」
- マカロニえんぴつ「レモンパイ」
- MC MIRI (RHYMEBERRY)×ReoFujii (Omoinotake)「COW」
- Pluck「option」
- 優里「ドライフラワー」
- YOKARO-MON「手紙」
- 優里「おにごっこ」